# Ochyroceratidae
Ochyroceratidae Fage, 1912 è una famiglia di ragni appartenente all'infraordine Araneomorphae.

## Etimologia
Il nome deriva dal greco ὁχυρός, ochyròs cioè solido, robusto, forte e κέρας, kèras cioè corno per una protuberanza dell'opistosoma, ed il suffisso -idae, che designa l'appartenenza ad una famiglia.

## Caratteristiche
Sono ragni che posseggono sei occhi. Piuttosto piccoli, hanno lunghezza variabile da 0,6 a 3 millimetri.

## Comportamento
Abitano le foreste tropicali e le caverne dell'Africa meridionale, delle zone caraibiche e dell'Asia sudorientale occupando in pratica le stesse nicchie ecologiche dei Linyphiidae dell'emisfero settentrionale. Costruiscono piccole e irregolari ragnatele all'interno di foglie, fra rametti e tronchi nei punti umidi e con poco sole all'interno della foresta.
Finché covano le femmine portano le uova fra i cheliceri. Di una specie del genere Theotima è stata dimostrata la partenogenesi.

## Distribuzione

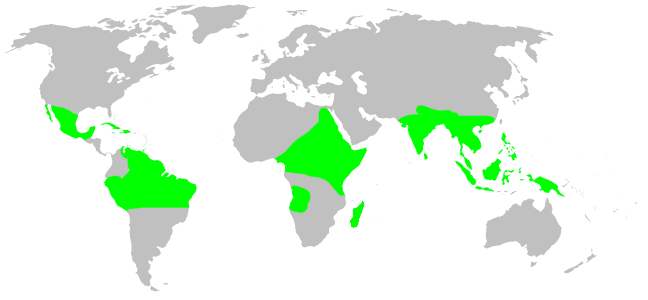
Ochyroceratidae, distribuzione

Vengono reperiti in America centrale e meridionale, Africa centrale e orientale, e dall'India fino alla Nuova Guinea

## Tassonomia
A seguito di un lavoro degli aracnologi Pérez-González, Rubio & Ramírez, del 2016, la sottofamiglia Psilodercinae è stata assurta al rango di famiglia col nome di Psilodercidae e un terzo degli originari generi sono stati trasferiti in essa.
Attualmente, a novembre 2020, si compone di 10 generi e 166 specie:
- Dundocera Machado, 1951 - Angola
- Euso Saaristo, 2001 - Isole Seychelles
- Fageicera Dumitrescu & Georgescu, 1992 - Cuba
- Lundacera Machado, 1951 - Angola
- Ochyrocera Simon, 1891 - dal Messico al Perù
- Ouette Saaristo, 1998 - Isole Seychelles
- Psiloochyrocera Baert, 2014 - Ecuador
- Roche Saaristo, 1998 - Isole Seychelles
- Speocera Berland, 1914 - Asia meridionale, America meridionale, Africa)
- Theotima Simon, 1893 - America centrale e meridionale, Africa, Asia, Isole del Pacifico

## Generi trasferiti
- Althepus Thorell, 1898[2] - Asia meridionale
- Flexicrurum Tong & Li, 2007[2] - Cina
- Leclercera Deeleman-Reinhold, 1995[2] - Asia meridionale
- Merizocera Fage, 1912[2] - Asia meridionale
- Psiloderces Simon, 1892[2] - Asia meridionale